# 칼라마족
칼라마족은 철기 시대 남아시아 북동부에 존재했던 고대 인도아리아인 부족이다. 칼라마족은 칼라마 공화국이라고 불리는 가나상가(귀족 과두 공화국)으로 조직되었다.

## 어원
칼라마족의 어원은 아직 밝혀지지 않았다.
칼라마족의 수도 케사풋타의 이름은 "털" 또는 "갈기"를 뜻하는 산스크리트어 단어인 케샤에서 유래했다. 케사풋타라는 이름은 사타파타 브라마나에 언급된 판찰라족의 하위 부족이었던 케신족과 관련이 있다.

## 위치
칼라마족의 수도인 케사풋타는 북쪽의 사라유강과 말라족, 남쪽의 갠지스강, 남서쪽의 바라나시, 서쪽의 코살라 사이의 인더스-갠지스 평원에 위치해 있었다. 칼라마족의 영토는 마을 주변의 시골 지역만 포함되었다.

## 역사
칼라마족은 대마가다 문화권의 동부 갠지스 평원에 있는 인도아리아 부족이다. 칼라마족은 판찰라족의 세 분파 중 하나였던 케신족의 분파에서 유래하였다. 판찰라 지역에서 케신족의 한 분파가 케사풋타를 설립하여 칼라마족으로 알려지게 되었다. 대마가다 문화권의 다른 인구와 마찬가지로 칼라마족도 처음에는 인도아리아인이었음에도 불구하고 완전히 브라만화되지는 않았지만 나중에 코살라가 브라만화되면서 브라만화되었다.
석가모니 당시 칼라마 공화국은 파세나디가 다스리던 코살라의 속국이었으며, 석가모니는 설법 도중 칼라마를 방문한 적이 있다. 석가모니의 스승 중 한 명인 알라라 칼라마는 석가모의 제자인 바란두와 마찬가지로 칼라마족에 속해 있었다.
파세나디의 아들이자 후계자인 비두다바는 나중에 칼라마를 코살라 왕국으로 합병했다. 칼라마족은 석가모니가 사후 유물에 대한 소유권을 요청하지 않았는데, 아마도 그때쯤 독립성을 잃었기 때문일 것이다.

## 정치
칼라마족은 가나상가(귀족 과두제 공화국)로 조직된 크샤트리야 부족이었다.

### 의회
다른 가나상가와 마찬가지로 칼라마 공화국의 통치 기관은 라자('족장'이라는 뜻)라는 칭호를 가진 크샤트리야 원로들의 의회였다.
다른 가나상가와 마찬가지로 칼라마 의회는 수도에 위치한 산타가라에서 열렸다.

### 평의회
의회는 거의 열리지 않았고, 대신 공화국 행정부는 의회 구성원 중에서 선출된 평의원들로 구성된 의회의 하위 기관인 평의회의 손에 달려 있었다. 평의회는 의회보다 더 자주 열렸다.

### 라자 (수반)
칼라마 의회는 종신직 수반인 라자를 선출했다. 라자는 의회와 평의회의 도움을 받아 공화국을 통치했다.

## 종교
칼라마족은 다른 가나상가와 달리 불교와 같은 슈라마나 전통에 무관심했던 것으로 보이며, 이는 석가모니 유물의 소유권을 요구하지 않은 또 다른 이유일 수 있다. 칼라마족은 케신족과 관련이 있었기 때문에 오히려 브라만교에 더 관심을 가졌을 수 있다.